# Persone di cognome Martin
| Questa pagina contiene informazioni ricavate automaticamente dalle voci biografiche con l'ausilio del template Bio e di un bot. L'aggiornamento è periodico e automatico e ricostruisce completamente la pagina. Se manca una persona in questa lista, sei pregato di non aggiungerla, ma accertati piuttosto che la sua voce biografica contenga il template Bio e che i dati anagrafici siano correttamente compilati. Se il template Bio manca, inseriscilo tu stesso o, in alternativa, metti l'avviso {{tmp\|Bio}} che ne segnala la mancanza. Se i dati riportati sono sbagliati, correggi direttamente la voce biografica; le modifiche saranno visibili in questa lista entro pochi giorni. Per chiarimenti vedi il progetto antroponimi. La lista contiene solo le 338 persone che sono citate nell'enciclopedia e per le quali è stato implementato correttamente il template Bio. Pagina aggiornata al 23 lug 2025. |

Questa è una lista di persone presenti nell'enciclopedia che hanno il cognome Martin, suddivise per attività principale.

## Allenatori di calcio(5)
- Craig Martin, allenatore di calcio e ex calciatore canadese (Niagara Falls, n. 1957)
- Gbonka Tia Martin, allenatore di calcio ivoriano
- Lilian Martin, allenatore di calcio e ex calciatore francese (Valréas, n. 1971)
- Neil Martin, allenatore di calcio e ex calciatore scozzese (Tranent, n. 1940)
- Russell Martin, allenatore di calcio e ex calciatore scozzese (Brighton, n. 1986)

## Allenatori di pallacanestro(1)
- Frank Martin, allenatore di pallacanestro statunitense (Miami, n. 1966)

## Allenatori di sci alpino(1)
- Gianfranco Martin, allenatore di sci alpino e ex sciatore alpino italiano (Genova, n. 1970)

## Ammiragli(2)
- George Martin, ammiraglio britannico (n. 1764 - Londra, † 1847)
- William Martin, ammiraglio britannico (Twickenham, † 1756)

## Antropologi(1)
- Rudolf Martin, antropologo tedesco (Zurigo, n. 1864 - Monaco di Baviera, † 1925)

## Arcivescovi cattolici(3)
- Diarmuid Martin, arcivescovo cattolico irlandese (Dublino, n. 1945)
- Eamon Martin, arcivescovo cattolico britannico (Derry, n. 1961)
- Paul Gerard Martin, arcivescovo cattolico neozelandese (Hastings, n. 1967)

## Arrangiatori(1)
- Bobby Martin, arrangiatore, compositore e produttore discografico statunitense (Lockland, n. 1930 - San Diego, † 2016)

## Artisti(1)
- David Stone Martin, artista statunitense (Chicago, n. 1913 - New London, † 1992)

## Astronomi(2)
- Axel Martin, astronomo tedesco (n. 1968)
- Ettore Leonida Martin, astronomo italiano (Latisana, n. 1890 - Vicenza, † 1966)

## Attori(22)
- Steve Martin, attore, comico e sceneggiatore statunitense (Waco, n. 1945)
- Barney Martin, attore statunitense (New York, n. 1923 - Los Angeles, † 2005)
- Chris William Martin, attore canadese (Burnaby, n. 1975)
- Coco Martin, attore filippino (Quezon City, n. 1981)
- D'Urville Martin, attore e regista statunitense (New York, n. 1939 - Los Angeles, † 1984)
- Dewey Martin, attore statunitense (Katemcy, n. 1923 - San Pedro, † 2018)
- Dick Martin, attore, regista televisivo e comico statunitense (Battle Creek, n. 1922 - Santa Monica, † 2008)
- Duane Martin, attore, sceneggiatore e produttore cinematografico statunitense (Brooklyn, n. 1965)
- Eddy Martin, attore statunitense (n. 1990)
- George Martin, attore statunitense (New York, n. 1929 - New York, † 2010)
- Graham Patrick Martin, attore statunitense (Thibodaux, n. 1991)
- Jared Martin, attore statunitense (New York, n. 1941 - Filadelfia, † 2017)
- Jean Martin, attore francese (Parigi, n. 1922 - Parigi, † 2009)
- Lewis Martin, attore statunitense (San Francisco, n. 1894 - Los Angeles, † 1969)
- Pierre Dux, attore e regista francese (Parigi, n. 1908 - Parigi, † 1990)
- Bob Martin, attore, comico e librettista canadese (Londra, n. 1962)
- Ross Martin, attore polacco (Gródek, n. 1920 - Ramona, † 1981)
- Rudolf Martin, attore tedesco (Berlino Ovest, n. 1967)
- Sean Dominic, attore statunitense (Madrid, n. 1978)
- Stuart Martin, attore britannico (Ayr, n. 1986)
- Tony Martin, attore e cantante statunitense (San Francisco, n. 1913 - Los Angeles, † 2012)
- Willy Martin, attore, cantante e modello venezuelano (Caraballeda, n. 1987)

## Attori teatrali(1)
- Jesse L. Martin, attore teatrale, cantante e attore televisivo statunitense (Rocky Mount, n. 1969)

## Attrici(21)
- Alex Martin, attrice e produttrice televisiva statunitense (New York, n. 1973)
- Andrea Martin, attrice e sceneggiatrice statunitense (Portland, n. 1947)
- Anna Maxwell Martin, attrice britannica (Beverley, n. 1977)
- Baby Ariel, attrice e cantante statunitense (Pembroke Pines, n. 2000)
- Jill Martin, attrice e cantante britannica (Redruth, n. 1938 - Londra, † 2016)
- Jo Martin, attrice britannica (Londra, n. 1969)
- Kellie Martin, attrice statunitense (Riverside, n. 1975)
- Leila Martin, attrice statunitense (New York, n. 1932)
- Madeleine Martin, attrice statunitense (New York, n. 1993)
- Marsai Martin, attrice e produttrice cinematografica statunitense (Plano, n. 2004)
- Marta Martin, attrice tedesca (Colonia, n. 1999)
- Mary Martin, attrice, cantante e ballerina statunitense (Weatherford, n. 1913 - Rancho Mirage, † 1990)
- Mary Martin, attrice statunitense
- Meaghan Martin, attrice, cantante e doppiatrice statunitense (Las Vegas, n. 1992)
- Melissa Reneé Martin, attrice statunitense (Oklahoma City, n. 1979)
- Millicent Martin, attrice e cantante inglese (Romford, n. 1934)
- Pamela Sue Martin, attrice statunitense (Westport, n. 1953)
- Sandy Martin, attrice statunitense (Filadelfia, n. 1949)
- Stacy Martin, attrice e ex modella francese (Parigi, n. 1990)
- Virginia Martin, attrice statunitense (Chattanooga, n. 1927 - Chattanooga, † 2009)
- Vivian Martin, attrice statunitense (Sparta, n. 1893 - New York, † 1987)

## Banchiere(1)
- Lynn Martin, banchiera statunitense (Smithtown, n. 1976)

## Batteristi(2)
- Barrett Martin, batterista statunitense (Olympia, n. 1967)
- Dewey Martin, batterista canadese (Chesterville, n. 1940 - Van Nuys, † 2009)

## Biblisti(1)
- Paulin Martin, biblista e orientalista francese (Lacam-d'Ourcet, n. 1840 - Amélie-les-Bains-Palalda, † 1890)

## Biochimici(1)
- Archer John Porter Martin, biochimico britannico (Londra, n. 1910 - Llangarron, † 2002)

## Bobbisti(1)
- Patrick Martin, bobbista statunitense (Louisville, n. 1923 - Massena, † 1987)

## Calciatori(34)
- Aaron Martin, ex calciatore inglese (Newport, n. 1989)
- Alvin Martin, ex calciatore inglese (Bootle, n. 1958)
- Baptiste Martin, calciatore francese (Troyes, n. 1985)
- Bernd Martin, calciatore tedesco (Stoccarda, n. 1955 - † 2018)
- Cesare Martin, calciatore italiano (Roure, n. 1901 - Pinerolo, † 1971)
- Chris Martin, calciatore scozzese (Norwich, n. 1988)
- Collin Martin, calciatore statunitense (Chavy Chase, n. 1994)
- Con Martin, calciatore irlandese (Rush, n. 1923 - † 2013)
- Dario Martin, calciatore italiano (Pinerolo, n. 1903 - Pinerolo, † 1952)
- David Edward Martin, ex calciatore inglese (Romford, n. 1986)
- David Martin, calciatore nordirlandese (n. 1859 - † 1946)
- Edmondo Martin, calciatore italiano (Roure, n. 1904 - Pinerolo, † 1974)
- Eric Martin, ex calciatore scozzese (Perth, n. 1946)
- Ersen Martin, calciatore turco (Marktredwitz, n. 1979 - Smirne, † 2024)
- Florian Martin, calciatore francese (Lorient, n. 1990)
- Fred Martin, calciatore scozzese (Carnoustie, n. 1929 - † 2013)
- Gary Martin, calciatore inglese (Darlington, n. 1990)
- George Martin, calciatore e allenatore di calcio scozzese (Bothwell, n. 1899 - Luton, † 1972)
- Herbert Martin, calciatore tedesco (Ensdorf, n. 1925 - Ensdorf, † 2016)
- Alan Martin, calciatore inglese (Smallthorne, n. 1923 - † 2005)
- Jonas Martin, calciatore francese (Besançon, n. 1990)
- Josh Martin, calciatore inglese (Luton, n. 2001)
- Lee Martin, calciatore inglese (Taunton, n. 1987)
- Malaury Martin, ex calciatore francese (Nizza, n. 1988)
- Manuel Martin, calciatore statunitense (Bristol, n. 1917 - Fall River, † 1997)
- Marvin Martin, ex calciatore francese (Parigi, n. 1988)
- Michael Martin, calciatore tedesco (Crailsheim, n. 2000)
- Mick Martin, ex calciatore irlandese (Dublino, n. 1951)
- Piero Martin, calciatore italiano (Ronco Canavese, n. 1899)
- Ray Martin, ex calciatore inglese (Coseley, n. 1945)
- Roy Martin, calciatore scozzese (Glengarnock, n. 1929 - † 2024)
- Ryan Martin, calciatore samoano (n. 1993)
- Scott Martin, calciatore scozzese (Glasgow, n. 1997)
- William Martin, calciatore inglese (Londra, n. 1885)

## Canottieri(1)
- Damir Martin, canottiere croato (Vukovar, n. 1988)

## Cantanti(7)
- Dawn Martin, cantante irlandese (Dundalk, n. 1976)
- Dean Paul Martin, cantante, attore e aviatore statunitense (Santa Monica, n. 1951 - San Gorgonio Mountain, † 1987)
- Eric Martin, cantante statunitense (Long Island, n. 1960)
- Jeff Martin, cantante e batterista statunitense (Los Angeles, n. 1957)
- Moon Martin, cantante e chitarrista statunitense (Altus, n. 1945 - Encino, † 2020)
- Linda Martin, cantante e conduttrice televisiva irlandese (Omagh, n. 1947)
- Sam Martin, cantante statunitense (New York, n. 1983)

## Cantanti lirici(1)
- Jean-Blaise Martin, cantante lirico francese (Parigi, n. 1768 - Tourzel-Ronzières, † 1837)

## Cantautori(1)
- Chris Martin, cantautore britannico (Exeter, n. 1977)

## Cantautrici(4)
- Billie Ray Martin, cantautrice tedesca (Amburgo, n. 1970)
- Cœur de Pirate, cantautrice e pianista canadese (Montréal, n. 1989)
- Charlotte Martin, cantautrice e pianista statunitense (Charleston, n. 1976)
- Marilyn Martin, cantautrice statunitense (Tennessee, n. 1954)

## Cardinali(2)
- Jacques-Paul Martin, cardinale e arcivescovo cattolico francese (Amiens, n. 1908 - Città del Vaticano, † 1992)
- Joseph-Marie-Eugène Martin, cardinale e arcivescovo cattolico francese (Orléans, n. 1891 - Rouen, † 1976)

## Cavalieri(1)
- Frank Martin, cavaliere svedese (Stoccolma, n. 1885 - Stoccolma, † 1982)

## Cestiste(4)
- Jeanine Martin, cestista francese (La Seyne-sur-Mer, n. 1946 - La Seyne-sur-Mer, † 2023)
- Kate Martin, cestista statunitense (Edwardsville, n. 2000)
- Maylana Martin, ex cestista e allenatrice di pallacanestro statunitense (Honolulu, n. 1978)
- Michèle Martin, ex cestista belga (Ottignies-Louvain-la-Neuve, n. 1963)

## Cestisti(34)
- Bill Martin, ex cestista statunitense (Washington, n. 1962)
- Bob Martin, ex cestista statunitense (Minneapolis, n. 1969)
- Bobby Martin, ex cestista statunitense (Atlantic City, n. 1969)
- Dino Martin, cestista e allenatore di pallacanestro statunitense (Newport, n. 1920 - Bonita Springs, † 1999)
- Don Martin, cestista e allenatore di pallacanestro statunitense (Poplar Bluff, n. 1920 - Goreville, † 1997)
- Jeff Martin, ex cestista statunitense (Cherry Valley, n. 1967)
- Josh Martin, cestista statunitense (Bothell, n. 1995)
- Kenyon Martin, ex cestista statunitense (Saginaw, n. 1977)
- Phil Martin, ex cestista canadese (Hamilton, n. 1980)
- Phil Martin, cestista statunitense (Jackson, n. 1928 - Dallas, † 2008)
- Tony Martin, ex cestista statunitense (Houston, n. 1966)
- Whitey Martin, ex cestista statunitense (Buffalo, n. 1939)
- Brian Martin, ex cestista statunitense (Fort Smith, n. 1962)
- Caleb Martin, cestista statunitense (Mocksville, n. 1995)
- Cartier Martin, ex cestista statunitense (Crockett, n. 1984)
- Cody Martin, cestista statunitense (Mocksville, n. 1995)
- Cuonzo Martin, ex cestista e allenatore di pallacanestro statunitense (East St. Louis, n. 1971)
- Damian Martin, ex cestista australiano (Gloucester, n. 1984)
- Darrick Martin, ex cestista e allenatore di pallacanestro statunitense (Denver, n. 1971)
- Erik Martin, ex cestista statunitense (n. 1971)
- Hassan Martin, cestista statunitense (Staten Island, n. 1995)
- James Martin, ex cestista statunitense (n. 1968)
- Jarell Martin, cestista statunitense (Baton Rouge, n. 1994)
- Jaylen Martin, cestista statunitense (Quincy, n. 2004)
- Jeremiah Martin, cestista statunitense (Memphis, n. 1996)
- Kelan Martin, cestista statunitense (Louisville, n. 1995)
- Kelvin Martin, cestista statunitense (Adel, n. 1989)
- LaRue Martin, ex cestista statunitense (Chicago, n. 1950)
- Marco Martin, ex cestista italiano (Modena, n. 1964)
- Maurice Martin, ex cestista statunitense (Liberty, n. 1964)
- Ryan Martin, cestista giamaicano (Spanish Town, n. 1991)
- Slater Martin, cestista e allenatore di pallacanestro statunitense (Elmina, n. 1925 - Houston, † 2012)
- Torrell Martin, ex cestista statunitense (Columbia, n. 1985)
- Tyrese Martin, cestista statunitense (Allentown, n. 1999)

## Chitarristi(3)
- Jim Martin, chitarrista statunitense (Oakland, n. 1961)
- Josh Martin, chitarrista statunitense (Hartford, n. 1973 - Providence, † 2018)
- William Dean Martin, chitarrista statunitense (Annapolis, n. 1981)

## Ciclisti su strada(10)
- Daniel Martin, ex ciclista su strada irlandese (Birmingham, n. 1986)
- Georges Martin, ciclista su strada francese (Chamelet, n. 1915 - Beaujeu, † 2010)
- Guillaume Martin, ciclista su strada francese (Parigi, n. 1993)
- Hans Martin, ciclista su strada svizzero (Zurigo, n. 1913 - Opfikon, † 2005)
- Hector Martin, ciclista su strada belga (Roeselare, n. 1898 - Roeselare, † 1972)
- Léon Martin, ciclista su strada belga (Roeselare, n. 1897 - Roeselare, † 1956)
- Raymond Martin, ex ciclista su strada francese (Saint-Pierre-du-Regard, n. 1949)
- Tony Martin, ex ciclista su strada e ex pistard tedesco (Cottbus, n. 1985)
- Walden Martin, ciclista su strada statunitense (Grayville, n. 1891 - Largo, † 1966)
- Walter Martin, ciclista su strada, pistard e ciclocrossista italiano (Roma, n. 1936 - Torino, † 2020)

## Compositori(2)
- Frank Martin, compositore svizzero (Eaux-Vives, n. 1890 - Naarden, † 1974)
- Hugh Martin, compositore e paroliere statunitense (Birmingham, n. 1914 - Encinitas, † 2011)

## Conduttori radiofonici(1)
- Jacques Martin, conduttore radiofonico, conduttore televisivo e attore francese (Lione, n. 1933 - Biarritz, † 2007)

## Conduttrici televisive(1)
- Abby Martin, conduttrice televisiva statunitense (Oakland, n. 1984)

## Critici musicali(1)
- John Martin, critico musicale e critico d'arte statunitense (Louisville, n. 1893 - Saratoga Springs, † 1985)

## Designer(1)
- Paolo Martin, designer italiano (Torino, n. 1943)

## Diplomatici(2)
- Graham Martin, diplomatico statunitense (Mars Hill, n. 1912 - Winston-Salem, † 1990)
- Hubert S. Martin, diplomatico e educatore britannico (n. 1879 - † 1938)

## Direttori della fotografia(1)
- Robert Martin, direttore della fotografia statunitense (Indiana, n. 1891 - Los Angeles, † 1980)

## Disc jockey(1)
- DJ Premier, disc jockey, beatmaker e produttore discografico statunitense (Houston, n. 1966)

## Disegnatori(1)
- Jacques Martin, disegnatore e fumettista francese (Strasburgo, n. 1921 - Orbe, † 2010)

## Drammaturghe(1)
- Jane Martin, drammaturga statunitense

## Drammaturghi(2)
- Jean-Louis Martin, drammaturgo francese (Parigi, n. 1889)
- Lubize, drammaturgo e librettista francese (Bayonne, n. 1798 - Parigi, † 1863)

## Farmacologhe(1)
- Jennifer Martin, farmacologa e medico australiana (Wellington)

## Filosofi(2)
- Gottfried Martin, filosofo tedesco (Gera, n. 1901 - Bonn, † 1972)
- Jacques Martin, filosofo e traduttore francese (Parigi, n. 1922 - Parigi, † 1964)

## Fotografe(1)
- Rita Martin, fotografa e pittrice britannica (Irlanda, n. 1875 - Londra, † 1958)

## Fotografi(2)
- Adolphe Alexandre Martin, fotografo e inventore francese (Parigi, n. 1824 - Caen, † 1896)
- Douglas Martin, fotografo statunitense

## Fumettisti(1)
- Alan Martin, fumettista britannico (Worthing, n. 1966)

## Geologi(1)
- Paul S. Martin, geologo, paleontologo e zoologo statunitense (Allentown, n. 1928 - Tucson, † 2010)

## Gesuiti(1)
- James Martin, gesuita e scrittore statunitense (Plymouth Meeting, n. 1960)

## Ginecologi(2)
- August Eduard Martin, ginecologo tedesco (Jena, n. 1847 - Berlino, † 1933)
- Eduard Arnold Martin, ginecologo tedesco (Heidelberg, n. 1809 - Berlino, † 1875)

## Giocatori di curling(1)
- Kevin Martin, giocatore di curling canadese (Killam, n. 1966)

## Giocatori di football americano(23)
- Brodric Martin, giocatore di football americano statunitense (Tuscaloosa, n. 1999)
- Charly Martin, giocatore di football americano statunitense (Walla Walla, n. 1984)
- Curtis Martin, ex giocatore di football americano statunitense (Pittsburgh, n. 1973)
- Doug Martin, giocatore di football americano statunitense (Oakland, n. 1989)
- Doug Martin, ex giocatore di football americano statunitense (Fairfield, n. 1957)
- Wayne Martin, ex giocatore di football americano statunitense (Cherry Valley, n. 1965)
- Harvey Martin, giocatore di football americano statunitense (Dallas, n. 1950 - † 2001)
- Jacob Martin, giocatore di football americano statunitense (Aurora, n. 1995)
- Jamie Martin, ex giocatore di football americano statunitense (Orange, n. 1970)
- Jartavius Martin, giocatore di football americano statunitense (Lehigh Acres, n. 2000)
- Jonathan Martin, giocatore di football americano statunitense (Pittsburgh, n. 1989)
- Kamal Martin, giocatore di football americano statunitense (Burnsville, n. 1998)
- Kareem Martin, giocatore di football americano statunitense (Roanoke Rapids, n. 1992)
- Kason Martin, giocatore di football americano statunitense (Manvel)
- Kelvin Martin, ex giocatore di football americano statunitense (San Diego, n. 1965)
- Keshawn Martin, giocatore di football americano statunitense (Inkster, n. 1990)
- Marcus Martin, giocatore di football americano statunitense (Los Angeles, n. 1993)
- Mike Martin, giocatore di football americano statunitense (Detroit, n. 1990)
- Nick Martin, ex giocatore di football americano statunitense (Indianapolis, n. 1993)
- Nick Martin, giocatore di football americano statunitense (Texarkana, n. 2002)
- Sam Martin, giocatore di football americano statunitense (Fayetteville, n. 1990)
- Billy Martin, giocatore di football americano statunitense (Chicago, n. 1938 - † 1976)
- Zack Martin, ex giocatore di football americano statunitense (Indianapolis, n. 1990)

## Giocatori di poker(1)
- Michael Martin, giocatore di poker statunitense (Merrick)

## Giocatrici di beach volley(1)
- Annie Martin, ex giocatrice di beach volley canadese (Lachine, n. 1981)

## Giornalisti(1)
- Hans-Peter Martin, giornalista, saggista e politico austriaco (Bregenz, n. 1957)

## Hockeisti su ghiaccio(4)
- Paul Martin, hockeista su ghiaccio statunitense (Minneapolis, n. 1981)
- Tom Martin, ex hockeista su ghiaccio e allenatore di hockey su ghiaccio canadese (Toronto, n. 1947)
- Butch Martin, hockeista su ghiaccio canadese (Floradale, n. 1929 - † 2023)
- Pit Martin, hockeista su ghiaccio canadese (Noranda, n. 1943 - Rouyn-Noranda, † 2008)

## Informatici(2)
- James Martin, informatico inglese (Ashby-de-la-Zouch, n. 1933 - Bermuda, † 2013)
- Robert Cecil Martin, informatico statunitense (n. 1952)

## Ingegneri(2)
- Georges Martin, ingegnere francese (La Ferté-Alais, n. 1930 - Les Sables-d'Olonne, † 2017)
- Pierre-Emile Martin, ingegnere francese (Bourges, n. 1824 - Fourchambault, † 1915)

## Judoka(1)
- Jasmine Martin, judoka sudafricana (San Paolo, n. 2000)

## Linguisti(1)
- Benjamin Martin, linguista e lessicografo britannico (Worplesdon, n. 1704 - † 1782)

## Medici(1)
- Georges Martin, medico e politico francese (Parigi, n. 1844 - Parigi, † 1916)

## Mezzofondiste(1)
- Rosanna Martin, ex mezzofondista italiana (Monselice, n. 1973)

## Mezzofondisti(1)
- Paul Martin, mezzofondista svizzero (Ginevra, n. 1901 - Losanna, † 1987)

## Missionari(1)
- Joseph Martin, missionario e vescovo cattolico belga (Saint-Remy-lez-Chimay, n. 1903 - Heusy, † 1982)

## Modelle(1)
- Shakira Martin, modella giamaicana (Kingston, n. 1986 - Fort Lauderdale, † 2016)

## Montatrici(1)
- Pamela Martin, montatrice statunitense

## Naturalisti(1)
- William Charles Linnaeus Martin, naturalista inglese (n. 1798 - † 1864)

## Nobili(1)
- Luca Martin di San Martino, nobile italiano (Torino, n. 1785 - Torino, † 1866)

## Nuotatori(2)
- Daniel Martin, nuotatore rumeno (Bucarest, n. 2000)
- Ernest Martin, nuotatore e pallanuotista francese (n. 1878)

## Nuotatrici(1)
- Anouchka Martin, nuotatrice francese (Saint-Dizier, n. 1993)

## Paleontologi(1)
- William Martin, paleontologo e naturalista inglese (Mansfield, n. 1767 - Macclesfield, † 1810)

## Pallanuotisti(5)
- Bill Martin, pallanuotista britannico (Bournville, n. 1906 - † 1980)
- Fons Martin, pallanuotista belga (Anversa, n. 1930)
- Louis Martin, pallanuotista e nuotatore francese (Lilla, n. 1875 - La Courneuve, † 1957)
- Miklós Martin, pallanuotista ungherese (Budapest, n. 1931 - Los Angeles, † 2019)
- Tyler Martin, pallanuotista australiano (Toronto, n. 1990)

## Personaggi televisivi(1)
- Buster Martin, personaggio televisivo francese (Iparralde, n. 1906 - Londra, † 2011)

## Pesisti(2)
- Cory Martin, pesista statunitense (n. 1985)
- Scott Martin, pesista e discobolo australiano (n. 1982)

## Piloti automobilistici(2)
- Eugène Martin, pilota automobilistico francese (Suresnes, n. 1915 - Aytré, † 2006)
- Maxime Martin, pilota automobilistico belga (Uccle, n. 1986)

## Piloti di rally(1)
- Scott Martin, copilota di rally britannico (n. 1981)

## Piloti motociclistici(1)
- Steve Martin, pilota motociclistico australiano (Adelaide, n. 1968)

## Pittori(7)
- Camille Martin, pittore, disegnatore e incisore francese (Nancy, n. 1861 - Nancy, † 1898)
- Eugene James Martin, pittore statunitense (Washington, n. 1938 - Lafayette, † 2005)
- Henri-Jean-Guillaume Martin, pittore francese (Tolosa, n. 1860 - La Bastide-du-Vert, † 1943)
- Homer Dodge Martin, pittore statunitense (Albany, n. 1836 - Saint Paul, † 1897)
- Jean Baptiste Martin, pittore, decoratore e disegnatore francese (Parigi, n. 1659 - Parigi, † 1735)
- John Martin, pittore, incisore e illustratore inglese (Haydon Bridge, n. 1789 - Isola di Man, † 1854)
- Pierre Denis Martin, pittore e disegnatore francese (Parigi, n. 1673 - Parigi, † 1743)

## Pittrici(1)
- Agnes Martin, pittrice statunitense (Macklin, n. 1912 - Taos, † 2004)

## Poeti(1)
- Theodore Martin, poeta e scrittore scozzese (Edimburgo, n. 1816 - † 1909)

## Politici(13)
- Alexander Martin, politico statunitense (Contea di Hunterdon, n. 1740 - Contea di Rockingham, † 1807)
- Alexandre Martin, politico francese (Bury, n. 1815 - Mello, † 1895)
- James G. Martin, politico, chimico e docente statunitense (Savannah, n. 1935)
- John W. Martin, politico statunitense (Contea di Marion, n. 1884 - Contea di St. Johns, † 1958)
- John Martin, politico statunitense (Rhode Island, n. 1730 - Westward, † 1786)
- Joseph Martin, politico canadese (Milton, n. 1852 - Vancouver, † 1923)
- Joseph A. Martin, politico statunitense (Detroit, n. 1888 - Detroit, † 1928)
- Joshua Lanier Martin, politico statunitense (Contea di Blount, n. 1799 - Tuscaloosa, † 1856)
- Ken Martin, politico statunitense (Minneapolis, n. 1973)
- Micheál Martin, politico irlandese (Cork, n. 1960)
- Paul Joseph James Martin, politico e diplomatico canadese (Ottawa, n. 1903 - Windsor, † 1992)
- Paul Edgar Philippe Martin, politico canadese (Windsor, n. 1938)
- Richard Martin, politico inglese (Otterton, n. 1570 - Londra, † 1618)

## Presbiteri(3)
- Gregory Martin, presbitero, docente e letterato britannico (Maxfield, n. 1542 - Reims, † 1582)
- Jacques Martin, presbitero francese (Fanjeaux, n. 1684 - Parigi, † 1751)
- Malachi Martin, presbitero, teologo e scrittore irlandese (Ballylongford, n. 1921 - New York, † 1999)

## Produttori discografici(3)
- George Martin, produttore discografico, compositore e arrangiatore britannico (Londra, n. 1926 - Londra, † 2016)
- Giles Martin, produttore discografico, cantante e polistrumentista britannico (Londra, n. 1969)
- Terrace Martin, produttore discografico, polistrumentista e cantante statunitense (n. 1978)

## Produttori televisivi(1)
- Quinn Martin, produttore televisivo e sceneggiatore statunitense (New York, n. 1922 - San Diego, † 1987)

## Pugili(2)
- Charles Martin, pugile statunitense (Saint Louis, n. 1986)
- Frank Martin, pugile statunitense (Detroit, n. 1995)

## Rapper(3)
- Devon, rapper canadese (Regno Unito, n. 1963 - Vancouver, † 2024)
- Lil' Wil, rapper statunitense (New Orleans, n. 1987)
- Sean, rapper, cantante e writer sudafricano (Città del Capo, n. 1971)

## Registe(1)
- Darnell Martin, regista e sceneggiatrice statunitense (Bronx, n. 1964)

## Registi(4)
- Karlheinz Martin, regista e sceneggiatore tedesco (Friburgo, n. 1886 - Berlino, † 1948)
- E.A. Martin, regista e sceneggiatore statunitense (n. 1875 - † 1926)
- Gregori J. Martin, regista, sceneggiatore e attore statunitense (Yonkers, n. 1978)
- Paul Martin, regista e sceneggiatore ungherese (Cluj-Napoca, n. 1899 - Berlino, † 1967)

## Rugbiste a 15(1)
- Rochelle Martin, ex rugbista a 15 e vigile del fuoco neozelandese (Napier, n. 1973)

## Rugbisti a 15(3)
- Allan Martin, ex rugbista a 15 gallese (Port Talbot, n. 1948)
- Luca Martin, ex rugbista a 15 e allenatore di rugby a 15 italiano (Padova, n. 1973)
- Rémy Martin, rugbista a 15 francese (Aubenas, n. 1979)

## Saggisti(1)
- John Nicolò Martin, saggista inglese (Milano, n. 1963)

## Scenografe(1)
- Catherine Martin, scenografa, costumista e produttrice cinematografica australiana (Lindfield, n. 1965)

## Schermitrici(1)
- Linda Ann Martin, ex schermitrice britannica (Deal, n. 1954)

## Sciatori alpini(2)
- J. Andrew Martin, ex sciatore alpino statunitense (n. 1974)
- Pascal Martin, ex sciatore alpino francese (n. 1963)

## Sciatrici alpine(3)
- Céline Martin, ex sciatrice alpina francese (n. 1978)
- Estelle Martin, sciatrice alpina canadese (n. 2005)
- Mikayla Martin, sciatrice alpina e sciatrice freestyle canadese (Squamish, n. 1997 - Squamish, † 2019)

## Scrittori(4)
- Andrew Martin, scrittore e giornalista britannico (York, n. 1962)
- George R. R. Martin, scrittore, sceneggiatore e produttore televisivo statunitense (Bayonne, n. 1948)
- Jean Martin, scrittore francese (Parigi - † 1553)
- Robert Martin, scrittore statunitense (Chula, n. 1908 - Tiffin, † 1976)

## Scrittrici(3)
- Ann M. Martin, scrittrice statunitense (Princeton, n. 1955)
- Valerie Martin, scrittrice statunitense (Sedalia, n. 1948)
- Gabrielle Vincent, scrittrice, disegnatrice e illustratrice belga (Ixelles, n. 1928 - Ixelles, † 2000)

## Scultori(1)
- Étienne Martin, scultore francese (Loriol-sur-Drôme, n. 1913 - Parigi, † 1995)

## Slittinisti(1)
- Brian Martin, ex slittinista statunitense (Palo Alto, n. 1974)

## Snowboarder(1)
- Oliver Martin, snowboarder statunitense (n. 2008)

## Sociologi(1)
- Brian Martin, sociologo e attivista australiano (n. 1947)

## Sollevatori(2)
- Louis Martin, sollevatore britannico (Kingston, n. 1936 - Heanor, † 2015)
- Răzvan Martin, sollevatore rumeno (Cluj-Napoca, n. 1991)

## Storici(3)
- Henri Martin, storico, scrittore e politico francese (San Quintino, n. 1810 - Passy, † 1883)
- Henri-Jean Martin, storico francese (Parigi, n. 1924 - Parigi, † 2007)
- Jean-Clément Martin, storico francese (n. 1948)

## Tenniste(1)
- Louisa Martin, tennista irlandese (Newtowngore, n. 1865 - † 1941)

## Tennisti(5)
- Andrej Martin, tennista slovacco (Bratislava, n. 1989)
- Billy Martin, ex tennista statunitense (Evanston, n. 1956)
- David Martin, ex tennista statunitense (Tulsa, n. 1981)
- Fabrice Martin, tennista francese (Bayonne, n. 1986)
- Todd Martin, ex tennista statunitense (Hinsdale, n. 1970)

## Tuffatrici(1)
- Emily Martin, tuffatrice britannica (n. 2001)

## Velisti(1)
- William Martin, velista francese (Rouen, n. 1828 - Parigi, † 1905)

## Velocisti(1)
- Rodney Martin, velocista statunitense (Las Vegas, n. 1982)

## Vescovi cattolici(1)
- Michael Thomas Martin, vescovo cattolico statunitense (Baltimora, n. 1961)

## Wrestler(3)
- Shane Douglas, wrestler statunitense (New Brighton, n. 1964)
- Alex Shelley, wrestler statunitense (Detroit, n. 1983)
- Test, wrestler canadese (Whitby, n. 1975 - Tampa, † 2009)

## Senza attività specificata(3)
- Jean-Hubert Martin, francese (Strasburgo, n. 1944)
- Kirsty Martin, ex ballerina australiana (n. 1976)
- Louis Martin, francese (Bordeaux, n. 1823 - Arnières-sur-Iton, † 1894)